# Partito Democratico (Hong Kong)
Il Partito Democratico, noto anche con gli acronimi DP e DPHK (in cantonese: 民主黨T, Màhn jyú dóngY; in mandarino: 民主党S, Mínzhǔ dǎngP; in inglese: The Democratic Party) è un partito politico liberale di centro o centro-sinistra di Hong Kong, istituito nel 1994. Presieduto dal legislatore Wu Chi-wai, è attualmente il terzo partito più grande nel Consiglio legislativo di Hong Kong, con sette seggi e 89 consiglieri distrettuali. È anche il più grande partito a favore della democrazia nell'attuale legislatura.
Il partito fu fondato nel 1994, sorto dalla fusione dei Democratici Uniti di Hong Kong (UDHK) con Meeting Point (MP), e nel 1997 venne descritto come il principale rappresentante politico degli interessi della nuova classe media emergente. Fondati nel 1990, i Democratici Uniti furono il primo grande partito politico che divenne il più grande partito negli ultimi anni della legislatura coloniale, vincendo una vittoria schiacciante nelle prime elezioni dirette mai, guidati da Martin Lee nel 1991. L'UDHK e il parlamentare successivamente si fuse nel Partito Democratico per consolidare ulteriormente il blocco pro-democrazia. A causa del suo emergere dal sostegno alle proteste di piazza Tienanmen del 1989 e alla richiesta della fine del governo monopartitico del Partito Comunista Cinese, il partito è stato a lungo visto come "tesoro" dalle autorità di Pechino.
Il Partito Democratico è diventato il più grande partito nella prima legislatura completamente eletta dopo aver ottenuto un'altra vittoria alle elezioni del Consiglio legislativo del 1995 e ha mantenuto lo status di più grande partito per la democrazia nonostante il lungo declino nei primi decenni del periodo SAR a causa di lotte tra fazioni interne al partito e la natura divisiva del sistema di rappresentazione proporzionale post-consegna. Nelle elezioni del 2004, il partito ha perso il suo status di maggiore partito contro il principale rivale pro-Pechino Alleanza democratica per il miglioramento di Hong Kong (DAB) e ha dovuto affrontare la concorrenza dei nuovi attivisti e gruppi a favore della democrazia emersi dal 2003 su larga scala pro-democrazia dimostrativa.
Il Partito Democratico è considerato moderato nel campo pro-democrazia. Nel 2010, ha raggiunto un accordo con il governo di Pechino sulla proposta di riforma costituzionale, che ha causato disaffezione da parte dei suoi alleati democratici e una scissione all'interno del campo. Nel 2012, il partito ha subito il peggior risultato della sua storia, mantenendo solo sei seggi. Il partito ha ripreso consensi aumentando il suo numero di seggi a sette nelle elezioni del 2016 dopo che tre veterani, Emily Lau, Albert Ho e Sin Chung-kai si sono dimessi per far posto ai membri più giovani del partito. Ha visto un ulteriore successo elettorale nelle elezioni del Consiglio distrettuale del 2019, conquistando 91 seggi e diventando contemporaneamente il più grande partito politico nel Consiglio distrettuale. Le relazioni con Carrie Lam si sono interrotte nel maggio 2019 in seguito a discussioni sulla proposta di legge sull'estradizione, alla quale il Partito Democratico si è opposto, che ha causato le proteste di Hong Kong del 2019.

## Risultati elettorali

### Elezioni del Consiglio legislativo
| Elezione | Voti    | %     | Seggi costituenze geografiche | Seggi costituenze funzionali | Seggi commissione elettorale | Seggi totali | Posizione |
| -------- | ------- | ----- | ----------------------------- | ---------------------------- | ---------------------------- | ------------ | --------- |
| 1995     | 385.428 | 41.87 | 12                            | 5                            | 2                            | 19 / 60      | 1°        |
| 1998     | 634.635 | 42.87 | 9                             | 4                            | 0                            | 13 / 60      | 1°        |
| 2000     | 417.873 | 31.66 | 9                             | 3                            | 0                            | 12 / 60      | 1°        |
| 2004     | 445.988 | 25.19 | 7                             | 2                            |                              | 9 / 60       | 3°        |
| 2008     | 312.692 | 20.63 | 7                             | 1                            | 8 / 60                       | 2°           |           |
| 2012     | 247.220 | 13.65 | 4                             | 2                            | 6 / 70                       | 2°           |           |
| 2016     | 199.876 | 9.22  | 5                             | 2                            | 7 / 70                       | 2°           |           |

### Elezioni municipali
| Elezione | Voti    | %     | Seggi consiglio urbano | Seggi consiglio regionale | Seggi totali |
| -------- | ------- | ----- | ---------------------- | ------------------------- | ------------ |
| 1995     | 205.823 | 36.91 | 12 / 32                | 11 / 27                   | 23 / 59      |

### Elezioni dei Consigli distrettuali
| Elezione | Voti    | %     | Seggi     |
| -------- | ------- | ----- | --------- |
| 1994     | 157.929 | 23.01 | 75 / 346  |
| 1999     | 201.461 | 24.85 | 86 / 390  |
| 2003     | 223.675 | 21.27 | 95 / 400  |
| 2007     | 175.054 | 15.38 | 59 su 405 |
| 2011     | 205.716 | 17.42 | 47 / 412  |
| 2015     | 196.068 | 13.56 | 43 / 431  |
| 2019     | 362.275 | 12.36 | 91 / 452  |